# Elephas iolensis
Elephas iolensis також Palaeoloxodon iolensis — вимерлий вид великих травоїдних ссавців родини слонових. Типовий екземпляр є в Національному музеї природної історії в Парижі. Вважається, що вид мешкав в африканській савані в епоху пізнього плейстоцену, між 130 000 і 10 000 років тому. Це був прямий нащадок Elephas recki і більш віддаленого Elephas ekorensis. Вивчаючи скам'янілості різних видів роду Elephas, особливо морфологію зубів, виявлено схожість зубів між Elephas iolensis і Elephas hysudricus. Цей зв'язок вказує на паралельну еволюцію цих двох вимерлих видів.